# Jon Bogdanove
Jon Bogdanove est un dessinateur et scénariste de comics américain. Il est principalement connu pour son travail sur Puissance 4 et Superman: The Man of Steel, ainsi que pour être le co-créateur du personnage de Steel avec la scénariste Louise Simonson en 1993.

## Carrière

### Comics
Après avoir fréquenté la School of Visual Arts, Jon Bogdanove commença sa carrière chez Marvel Comics avec le numéro 32 de Division Alpha (mars 1986). Il devient ensuite l'artiste principale de Puissance 4 à partir du numéro 22 (mai 1986) et occupera ce poste pendant les quatre années suivantes. Bogdanove a collaboré avec le scénariste Chris Claremont sur la série Fantastic Four vs. the X-Men en 1987 et avec Louise Simonson sur la série X-Factor l'année suivante. En 1991, Bogdanove a commencé à dessiner pour DC Comics. Jon Bogdanov, Louise Simonson et l'éditeur Mike Carlin ont lancé un nouveau titre Superman, Superman: The Man of Steel. Il dessinera pendant près de huit ans sur la série jusqu'au numéro 85 (janvier 1999). Il a contribué au scénario de « Panic in the Sky » en 1992. La même année, Bogdanove et Simonson (avec Carlin, Dan Jurgens, Roger Stern et d'autres) furent les architectes du scénario de La mort de Superman, dans lequel Superman meurt puis ressuscite. C'est au cours de cette histoire, dans Les Aventures de Superman #500 (juin 1993), que Simonson et Bogdanove ont présenté le personnage de Steel, qui a obtenu sa propre série en février 1994. Le personnage a ensuite été présenté dans un long métrage éponyme mettant en scène Shaquille O'Neal en 1997. Bogdanove était l'un des nombreux artistes qui ont contribué au one-shot Superman: The Wedding Album en 1996 dans lequel le personnage principal épousait Lois Lane.
Après avoir quitté le titre Superman: The Man of Steel, Bogdanove a dessiné deux crossovers pour DC Comics : Superman & Savage Dragon : Metropolis (novembre 1999) co-publié avec Image Comics et Superman / Aliens II: God War (mai 2002 - novembre 2002) co-publié avec Dark Horse Comics. Bogdanove a re-collaboré avec Louise Simonson pour le one-shot DC Retroactive : Superman – The '90s en octobre 2011. En 2023, il a réalisé le dessin de deux nouvelles histoires de Steel, écrites par Simonson, pour The Death of Superman 30th Anniversary Special #1 et The Return of Superman 30th Anniversary Special #1.

### Film
Bogdanove a participé avec son fils, Kal-El Bogdanove, à divers projets de films, notamment Hansel & Gretel (2006) et la série télévisée Lady of the Isle.

## Récompenses
Bogdanove a reçu le Inkpot Award au Comic-Con de San Diego en 2013.

## Parents
Bogdanove est le petit-fils du muraliste Abraham Bogdanove.

### DC Comics
- 52 #15 (Origin of steel) (2006)
- Action Comics #600 (1 page), #667 (1988, 1991)
- Adventure of Superman #480-500 (1991-1993)
- Batman #566 (1999)
- Batman '66 #24 (2015)
- Batman '66 Meets the Green Hornet #5 (2014)
- Countdown #21-15 (2008)
- DC Comics Presents: The Atom #1 (2004)
- DC Infinite Halloween Special #1 (2007)
- DC Retroactive : Superman - The 90's #1 (2011)
- The Death of Superman #11 (comic en ligne) (2018)
- The Death of Superman 30th Anniversary Special #1 (2023)
- The Multiversity Guide book #1 (2015)
- Newstime #1 (1993)
- The Return of Superman 30th Anniversary Special #1 (2023)
- Sandman Special #1 (2017)
- Secret Origins of Super-Villains 80-Page Giant #1 (1999)
- Steel #1-3 (scénariste) (1994)
- Steel Annual #1(Elseworlds) (scénariste) (1994)
- Steel: The Official Movie Adaptation (1997)
- Superman volume 2 #57, #200 (1991, 2004)
- Superman volume 3 #50 (2016)
- Superman Forever #1 (1998)
- Superman Red/Superman Blue #1 (1998)
- Superman: Secret Files & Origins 2004 (Mxyzptlk story) (2004)
- Superman: The Man of Steel #0, #1-7, #9-14, #16-27, #29-30, #32-37, #39-41, #43-48, #50-53, #55-56, #59-63, #66-68, #75-76, #78-82, #85, #134 (1991-1999, 2003)
- Superman: The Wedding Album (1996)
- Who's Who in the DC Universe #11-13 (1991)
- Who's Who in the DC Universe Update 1993 #1-2 (1992-1993)
- Who's Who  Update '87 #5 (1987)

### Crossover DC Comics / Dark Horse Comics
- Superman / Aliens II: God War #1-4 (2002)

### Crossover DC Comics / Image Comics
- Superman & Savage Dragon: Metropolis #1 (1999)

### Malibu
- Firearm #5 (1994)

### Marvel
- Adventures in Reading Starring the Amazing Spider-Man #1 (promo) (1990)
- Alpha Flight #32 (1986)
- Fantastic Four vs. the X-men #1-4 (1987)
- The Incredible Hulk volume 3 #33 (2001)
- New Mutants Annual #5, #7 (1989, 1991)
- Official Handbook of the Marvel Universe #7, #10, #12 (1986)
- Power Pack #22-27, #29, #31-33, #35-36, #42-44, #47-49, #54 (1986-1990)
- Solomon Kaine #5 (1986)
- What The--?! #1, #8 (1988, 1990)
- X-Factor #58, #60-62, Annual #4-5 (1989-1991)
- X-Terminators #1-4 (1988-1989)

### Storm King
- John Carpenter's Tales for a HalloweeNight volume 1–3 (2015–2017)